# 宁波市宋诏桥中学
宁波市鄞州区宋诏桥中学位于宁波市鄞州区桑菊路一号，是一所公立初级中学，创立于2001年9月。是宁波市现代教育技术示范学校。有学生1100余人，教师100余人。（2024年）